# Romové v Rakousku

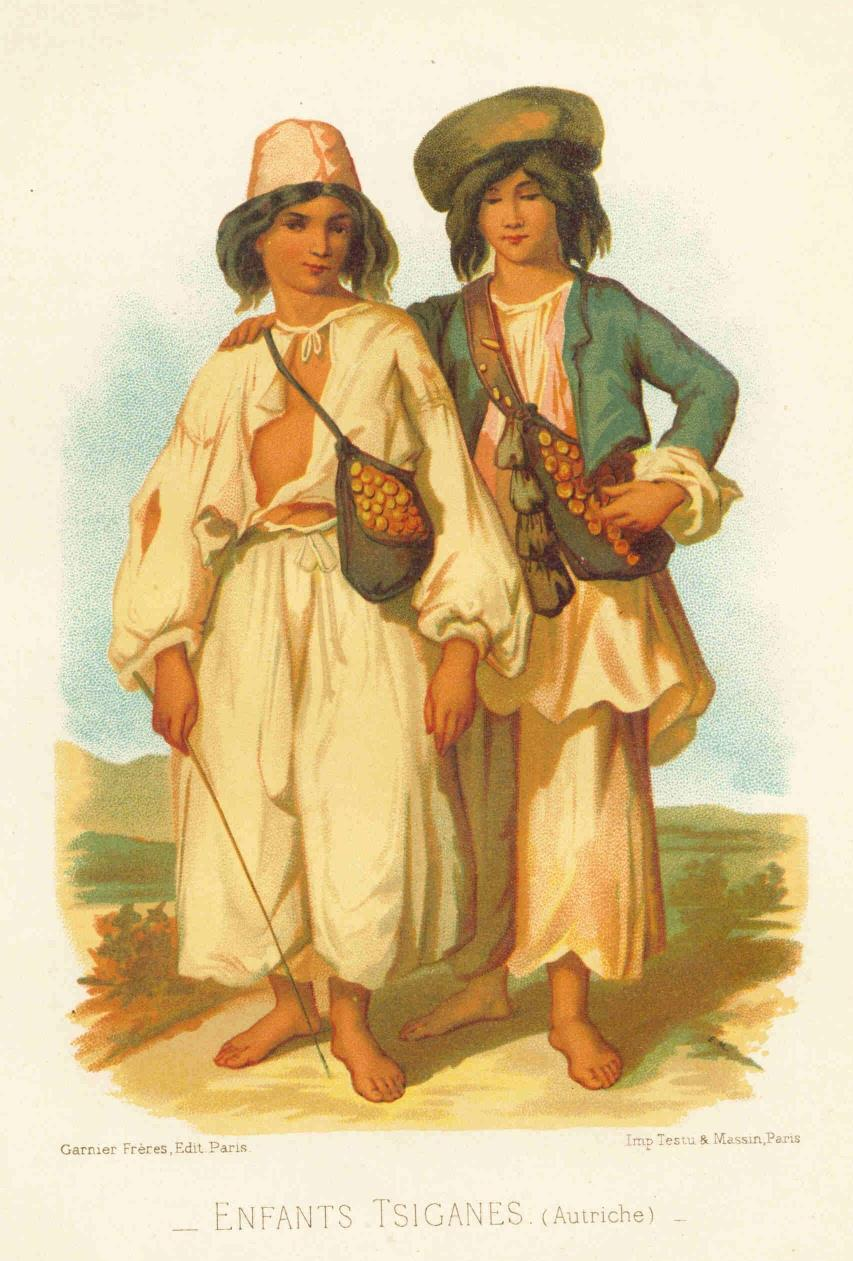
Romské děti

Romové je etnická skupina žijící v Rakousku od středověku.
Podle sčítání lidu z roku 2001 se v Rakousku nacházelo 6 273 Romů, to je méně než 0,1 % populace. Neoficiální odhady jsou 10 000 až 25 000. Většina původních Romů v Rakousku patří do skupiny v Burgenlandu ve východním Rakousku. Většina jich žije ve městě Oberwart nebo v obcích tohoto okresu. Tito Romové mluví romským olašským jazykem.
V Horním Rakousku žijí také rodiny Sintů. 80 % Sintů hovoří sintskou romštinou, dialektem romského jazyka.
Od roku 1960 je zde významná romská populace, která většinou původně pochází ze zemí bývalé Jugoslávie, zejména ze Srbska a Kosova.

## Historie

Mapa Evropy ukazující Romskou demografii

V Habsburské monarchii za vlády Marie Terezie (1740–1780), byly vydány série dekretů, které se pokusily přinutit Romy aby se usadili, byla jim vzata práva vlastnit koně a vůz (1754). Úřady je přejmenovaly na "Nové občany", nutily romské chlapce do vojenské služby (1761), donutily je registrovat se u místních úřadů (1767) a zakázaly manželství mezi Romy (1773). Josef II. pak zakázal nošení tradičního romského oděvu a používání romského jazyka, to vše se trestalo bičováním.